# Suffragandiözese
Suffragandiözese oder Suffraganbistum ist ein Verwaltungsbegriff aus dem Kirchenrecht und beschreibt in der anglikanischen und katholischen Kirche den Status einer Diözese als ein untergeordneter Teil einer Erzdiözese.

## Römisch-katholische Kirche

Wappenmuster eines römisch-katholischen Erzbischofs als Metropolit; besonderes Kennzeichen des Metropoliten ist das Pallium

In der römisch-katholischen Kirche ist eine Suffragandiözese Teil einer Kirchenprovinz. Ihr Vorsteher, der Suffraganbischof, hat alle bischöflichen Rechte und Vollmachten für seine Diözese. Der Vorsteher der Erzdiözese dieser Kirchenprovinz, der Metropolit, hat darüber hinaus Leitungs-, Aufsichts- und Appellationsfunktionen für die Kirchenprovinz und in gewissen Fällen für die einzelnen Suffraganbistümer, etwa bei Vakanzen.
Der Metropolit steht der Erzdiözese der Kirchenprovinz als Diözesanbischof vor und trägt den Titel Erzbischof. Die übrigen Diözesen der Kirchenprovinz werden als „Suffragandiözesen der Kirchenprovinz“ bezeichnet.
Die beschriebene Verwaltungsstruktur der römisch-katholischen Kirche gilt weltweit.
Der Suffraganbischof ist einem Metropoliten unterstellt. Die Rechte eines Metropoliten gegenüber seinen Diözesanbischöfen sind folgende:
- Er soll darüber wachen, dass Glaube und kirchliche Disziplin gewahrt werden, und eventuelle Missbräuche dem Papst mitteilen.
- Er soll eine kanonische Visitation durchführen, wenn ein Suffraganbischof dieses unterlassen hat; der Grund hierfür muss jedoch vorher vom Apostolischen Stuhl anerkannt werden.
- Er soll bei Vakanz eines Bischofsstuhls den Diözesanadministrator ernennen, wenn dieser nicht innerhalb von acht Tagen rechtmäßig gewählt wurde oder die vom Recht vorgeschriebenen Voraussetzungen nicht erfüllt (can. 436 §1 CIC).
- Das Gericht des Metropoliten fungiert in seiner Kirchenprovinz üblicherweise als Gerichtshof zweiter Instanz (can. 1438 §1 Nr. 1 CIC).
- Er beruft mit Zustimmung seiner Suffraganbischöfe das Provinzialkonzil ein.

Der Metropolit kann in allen Kirchen seiner Kirchenprovinz geistliche Handlungen ausüben wie ein Bischof in seiner eigenen Diözese, in einer anderen Bischofskirche allerdings nur nach vorheriger Verständigung des Bischofs (can. 436 §3 CIC). Metropoliten haben zudem das Recht, innerhalb ihrer Kirchenprovinz während der Eucharistiefeier das Pallium zu tragen, das sie als besonderes Zeichen vom Papst ausgehändigt bekommen haben.

### Bistumsorganisation in einzelnen Staaten

#### Deutschland

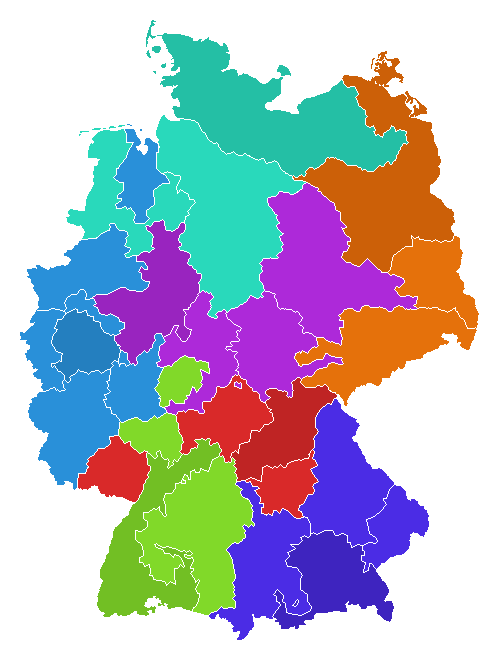
Katholische Kirchenprovinzen in Deutschland

Den deutschen Erzdiözesen sind heute folgende Suffragandiözesen zugeordnet (Auf nebenstehender Karte ist das Erzbistum jeweils dunkler dargestellt):
Erzbistum Köln (hellblau):
- Bistum Münster
- Bistum Essen
- Bistum Aachen
- Bistum Limburg
- Bistum Trier

Erzbistum Freiburg (grün):
- Bistum Mainz
- Bistum Rottenburg-Stuttgart

Erzbistum Paderborn (violett):
- Bistum Erfurt
- Bistum Fulda
- Bistum Magdeburg

Erzbistum München und Freising (dunkelblau):
- Bistum Augsburg
- Bistum Passau
- Bistum Regensburg

Erzbistum Bamberg (rot):
- Bistum Speyer
- Bistum Würzburg
- Bistum Eichstätt

Erzbistum Berlin (braun):
- Bistum Dresden-Meißen
- Bistum Görlitz

Erzbistum Hamburg (türkis):
- Bistum Hildesheim
- Bistum Osnabrück

Diese Einteilung geht weithin auf die Neuumschreibung der katholischen Diözesen in Deutschland nach dem Wiener Kongress zurück. Zuvor waren etwa Mainz und Trier jahrhundertelang Sitz eines Erzbischofs gewesen, Freiburg hingegen nicht einmal einfacher Bischofssitz. Auch die Grenzen der Bistümer verschoben sich damals, oftmals entsprechend den damals aktuellen politischen Grenzen. Schon mit der Reformation waren Erzbistümer verschwunden, so das Erzbistum Bremen.

#### Österreich

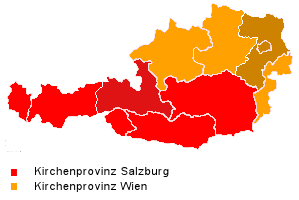
Die österreichischen Kirchenprovinzen

Den österreichischen Erzdiözesen sind heute folgende Suffragandiözesen zugeordnet:
- Erzdiözese Wien:
  - Diözese Eisenstadt
  - Diözese Linz
  - Diözese St. Pölten

- Erzdiözese Salzburg:
  - Diözese Feldkirch
  - Diözese Graz-Seckau
  - Diözese Gurk-Klagenfurt
  - Diözese Innsbruck

- Österreichische Militärdiözese (kein Suffraganstatus)

#### Schweiz und Liechtenstein
Die Organisation der römisch-katholischen Kirche der Schweiz ist weltweit einmalig, da sie keine Suffragandiözesen kennt und alle sechs römisch-katholischen Bistümer unmittelbar Rom unterstellt sind (vgl. AP 2013).
Auch das Erzbistum Vaduz ist als Immediat direkt dem Heiligen Stuhl unterstellt.

## Anglikanische Kirche

### Großbritannien
Die Church of England (anglikanische Kirche) ist der Sache nach ähnlich wie die römisch-katholische Kirche strukturiert, die Begriffe werden allerdings anders verwendet:
Es gibt in der Church of England zwei Metropoliten, die neben dem Titel eines Erzbischofs auch den Titel eines Primas führen (Canterbury und York). Den Erzbischöfen von Canterbury und York unterstehen jeweils eine Reihe von Diözesanbischöfen. Den Diözesanbischöfen zugeordnet sind wiederum einige „Suffraganbischöfe“, die für ein bestimmtes Territorium innerhalb der Diözese verantwortlich sind. Durch ihre Rolle als Bischöfe, denen innerhalb der Diözese zwar besondere Aufgaben übertragen, sie aber gleichzeitig noch einem Diözesanbischof zugeordnet sind, sind die anglikanischen Suffraganbischöfe grob mit den römisch-katholischen Weihbischöfen vergleichbar. Für die Stellung der Diözesanbischöfe gegenüber ihren Metropoliten gibt es in der Church of England keine eigene Bezeichnung.